# بانک خون
بانکِ خون (به انگلیسی: Blood bank) مخزنی است که در آن انواع گوناگون گروه‌های خونی اهداشده را پس‌انداز کرده‌اند تا هرگاه بیماری به خون نیاز پیدا کرد، بی‌درنگ از آن بر گیرند. در بسیاری از بیمارستان‌ها بانک خون وجود دارد. افراد تندرست همواره خون خود را در اختیار این بانک قرار می‌دهند تا پس‌اندازهای مصرف شده دایماً جایگزین شود؛ معمولاً خون را در دمای پایین نگهداری میکنند و برای جلوگیری از انعقاد خون کامل به ان سیترات می افزایند تا یون کلسیم جذب شود.

## تاریخچه

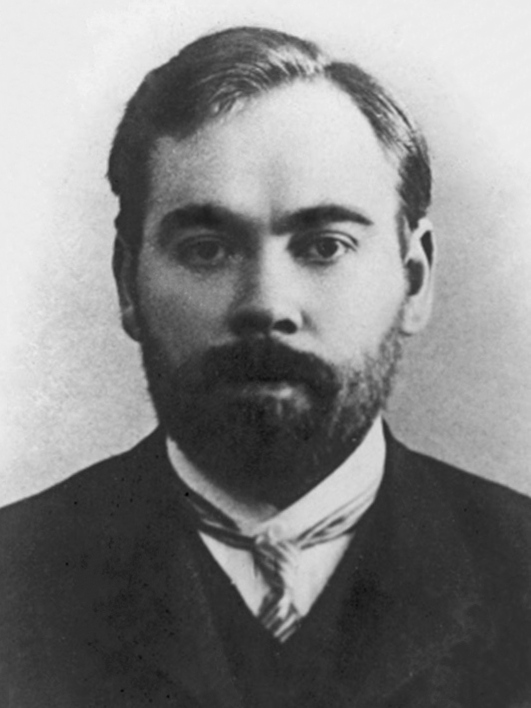
الکساندر بوگدانف, پزشک بلاروسی در سال ۱۹۲۵ میلادی، مرکزی را در مسکو برای تحقیق در مورد چگونگی انتقال خون تاسیس کرد.

سرهنگ اسوالد رابرتسون، پزشک ارتش آمریکا، اولین بانک خون را در سال ۱۹۱۷ تأسیس و از سیترات سدیم برای جلوگیری از انعقاد خون استفاده کرد.